# Tapian Nauli II (Tapian Nauli)
Tapian Nauli II is een bestuurslaag in het regentschap Midden-Tapanuli van de provincie Noord-Sumatra, Indonesië. Tapian Nauli II telt 4011 inwoners (volkstelling 2010).